# بخش سنکا (شهرستان نوبل، اوهایو)
بخش سنکا (به انگلیسی: Seneca Township) یک منطقهٔ مسکونی در ایالات متحده آمریکا است که در شهرستان نوبل، اوهایو واقع شده‌است.
 بخش سنکا ۶۳٫۵ کیلومتر مربع مساحت و ۴۵۳ نفر جمعیت دارد و ۳۳۱ متر بالاتر از سطح دریا واقع شده‌است.